# مقاطعة كولونيا
مقاطعة كولونيا (بالألمانية: Regierungsbezirk Köln) هي إحدى المقاطعات الخمس التي تشكل ولاية شمال الراين-وستفاليا غربي ألمانيا.
تعد مقاطعة كولونيا ثاني أكبر مقاطعات الولاية مساحة بعد مقاطعة آرنسبرغ وثانيها تعداداً للسكان بعد مقاطعة دوسلدورف.
عاصمة المقاطعة هي مدينة كولونيا ، وتضم إلى جانبها مدينة بون الشهيرة ، عاصمة ألمانيا الغربية سابقاً .